# Izabela Daniło
Izabela Daniło (ur. 16 lutego 1974 w Cieplicach Śląskich-Zdrój) – polska biathlonistka, medalistka mistrzostw Polski.

## Życiorys
Była zawodniczką MKS Karkonosze Jelenia Góra (1989-1999), gdzie jej trenerami był Andrzej Koziński.
Reprezentowała Polskę na mistrzostwach świata juniorów w 1994 (46 m. w biegu indywidualnym, 43 m. w sprincie, 8 m. w sztafecie i 5. w biegu drużynowym), mistrzostwach Europy juniorów w 1994 (6 m. w sztafecie, 24 m. w biegu indywidualnym i 31 m. w sprincie) i mistrzostwach świata seniorów w 1995 (72 m. w sprincie).
Była też wicemistrzynią Polski juniorek w biegu indywidualnym i w sprincie (1994). Na mistrzostwach Polski seniorów zdobyła: srebrne medale w biegu drużynowym i w sztafecie w 1995, złote medale w biegu drużynowym i sztafecie w 1996 i złoty medal w biegu drużynowym w 1998. W 1996 przerwała karierę z uwagi na macierzyństwo, powróciła do sportu w 2002 i w sztafecie zdobyła jeszcze brązowy medal w 2002, 2003 i 2004, srebrny w 2006 i 2007